# Plavání na otevřené vodě na mistrovství Evropy v plaveckých sportech 2022
Závody v plavání na otevřené vodě na mistrovství Evropy v plaveckých sportech za rok 2022 proběhly v Ostii, Itálie ve dnech 11. až 21. srpna 2022.

## Česká stopa
Česko reprezentovalo 5 závodníků. Šéftrenér a vedoucí výpravy Jan Srb, trenér Jiří Vlček.
V závodě na 5 km žen startovalo 20 závodnic – Alena Benešová (*1998) z KPSP Kometa Brno obsadila 13. místo. V plaveckém maratonu na 10 km žen startovalo 23 závodnic – Alena Benešová (*1998) z KPSP Kometa Brno obsadila 12. místo.
V závodě na 5 km mužů startovalo 21 závodníků – Ondřej Zach (*1997) z Plavání České Budějovice obsadil 14. místo a Tomáš Chocholatý (*2004) z PK Slávia VŠ Plzeň 16. místo. V plaveckém maratonu na 10 km startovalo 25 závodníků – Martin Straka (*2000) z TJ Bohemians Praha obsadil 11. místo, Ondřej Zach (*1997) z Plavání České Budějovice 19. místo a Tomáš Chocholatý (*2004) z PK Slávia VŠ Plzeň závod vzdal. V závodě na 25 km startovalo 14 závodníků – Matěj Kozubek (*1996) z TJ Bohemians Praha obsadil po revizi výsledků 6. místo a Martin Straka (*2000) z TJ Bohemians Praha 11. místo.

## Výsledky

### Individuální disciplíny
| Muži                      | Zlato                          | Zlato     | Stříbro                    | Stříbro   | Bronz                          | Bronz     |
| ------------------------- | ------------------------------ | --------- | -------------------------- | --------- | ------------------------------ | --------- |
| 5 km                      | Gregorio Paltrinieri (ITA)     | 56:58,7   | Domenico Acerenza (ITA)    | 57:00,2   | Marc-Antoine Olivier (FRA)     | 57:00,3   |
| plavecký maraton na 10 km | Domenico Acerenza (ITA)        | 1:50:33,6 | Marc-Antoine Olivier (FRA) | 1:50:37,3 | Logan Fontaine (FRA)           | 1:50:39,1 |
| 25 km1                    | Mario Sanzullo (ITA)           | n/a       | Dario Verani (ITA)         | n/a       | Matteo Furlan (ITA)            | n/a       |
| Ženy                      | Zlato                          | Zlato     | Stříbro                    | Stříbro   | Bronz                          | Bronz     |
| 5 km                      | Sharon van Rouwendaalová (NED) | 56:58,7   | María de Valdésová (ESP)   | 57:00,2   | Giulia Gabbrielleschiová (ITA) | 57:00,3   |
| plavecký maraton na 10 km | Leonie Becková (GER)           | 2:01:13,4 | Ginevra Taddeucciová (ITA) | 2:01:15,2 | Angélica Andréová (POR)        | 2:01:16,4 |
| 25 km1                    | Caroline Jouisseová (FRA)      | n/a       | Barbara Pozzobonová (ITA)  | n/a       | Veronica Santoniová (ITA)      | n/a       |

1 Závod na 25 km byl pro špatné povětrnostní podmínky na 15 km zastaven a nakonec zrušen. Každopádně nátlak národních svazů (Itálie...) byl natolik silný, že se LEN rozhodla zpětně ustanovit pořadí. V listopadu speciální komise LEN stanovila pořadí z televizního záznamu v době jeho zastavení.

### Štafety
| Mix             | Zlato                                                                                          | Zlato   | Stříbro                                                                           | Stříbro | Bronz                                                                               | Bronz     |
| --------------- | ---------------------------------------------------------------------------------------------- | ------- | --------------------------------------------------------------------------------- | ------- | ----------------------------------------------------------------------------------- | --------- |
| 4×1250 m (5 km) | Itálie (ITA) (Rachele Bruniová, Ginevra Taddeucciová, Gregorio Paltrinieri, Domenico Acerenza) | 59:43,1 | Maďarsko (HUN) (Réka Rohácsová, Anna Olaszová, Dávid Betlehem, Kristóf Rasovszky) | 59:53,9 | Francie (FRA) (Madelon Catteauová, Aurélie Mullerová, Axel Reymond, Logan Fontaine) | 1:00:08,3 |

## Medailová bilance
V plavání na otevřené vodě se rozdělilo celkem 7 sad medailí.
| Pořadí | Stát              |       | Muži    | Muži  | Muži  |         | Ženy  | Ženy  | Ženy    |       | Mix   | Mix     | Mix   |  | Muži + Ženy + Mix | Muži + Ženy + Mix | Muži + Ženy + Mix | Celkem |
| Pořadí | Stát              | Zlato | Stříbro | Bronz | Zlato | Stříbro | Bronz | Zlato | Stříbro | Bronz | Zlato | Stříbro | Bronz |  |                   |                   |                   | Celkem |
| ------ | ----------------- | ----- | ------- | ----- | ----- | ------- | ----- | ----- | ------- | ----- | ----- | ------- | ----- |  | ----------------- | ----------------- | ----------------- | ------ |
| 1.     | Itálie (ITA)      |       | 3       | 2     | 1     |         | 0     | 2     | 2       |       | 1     | 0       | 0     |  | 4                 | 4                 | 3                 | 11     |
| 2.     | Francie (FRA)     |       | 0       | 1     | 2     |         | 1     | 0     | 0       |       | 0     | 0       | 1     |  | 1                 | 1                 | 3                 | 5      |
| 3.     | Německo (GER)     |       | 0       | 0     | 0     |         | 1     | 0     | 0       |       | 0     | 0       | 0     |  | 1                 | 0                 | 0                 | 1      |
| 3.     | Nizozemsko (NED)  |       | 0       | 0     | 0     |         | 1     | 0     | 0       |       | 0     | 0       | 0     |  | 1                 | 0                 | 0                 | 1      |
| 5.     | Maďarsko (HUN)    |       | 0       | 0     | 0     |         | 0     | 0     | 0       |       | 0     | 1       | 0     |  | 0                 | 1                 | 0                 | 1      |
| 5.     | Španělsko (ESP)   |       | 0       | 0     | 0     |         | 0     | 1     | 0       |       | 0     | 0       | 0     |  | 0                 | 1                 | 0                 | 1      |
| 7.     | Portugalsko (POR) |       | 0       | 0     | 0     |         | 0     | 0     | 1       |       | 0     | 0       | 0     |  | 0                 | 0                 | 1                 | 1      |
| Celkem | Celkem            |       | 3       | 3     | 3     |         | 3     | 3     | 3       |       | 1     | 1       | 1     |  | 7                 | 7                 | 7                 | 21     |